# Frank Schönherr
Frank Schönherr  (* 19. Februar 1964) ist ein ehemaliger deutscher Radsportler und DDR-Meister im Radsport.

## Sportliche Laufbahn
Schönherr war Mitglied des ASK Vorwärts Frankfurt an der Oder. Er gewann den Titel im Mannschaftszeitfahren bei den DDR-Meisterschaften 1988 mit Dan Radtke, Volker Prix und Torsten Bredow, sowie auch den FDGB-Pokal im Mannschaftszeitfahren. 1987 war er Zweiter und 1986 Dritter der Meisterschaften in dieser Disziplin. Mit dem Sieg bei der Rumänien-Rundfahrt 1986 konnte Schönherr auch ein internationales Etappenrennen gewinnen. Er startete fünfmal bei der DDR-Rundfahrt und erreichte mit Platz 22 1988 seine beste Platzierung. 1988 wurde er Zweiter bei der dritten Auflage der internationalen Golan-Rundfahrt in Syrien über sechs Etappen hinter Hans-Joachim Pohl.
Nach 1989 startete er für den niedersächsischen Verein IGAS Wendland.
Schönherr fuhr auch nach dem Ausscheiden aus dem ASK weiterhin Jedermann-Radrennen. Er startete noch mit 45 Jahren gemeinsam mit seinem Sohn Philipp bei Radrennen.